# バレーボールジョージア男子代表
バレーボールジョージア男子代表は、バレーボールの国際大会で編成されるジョージアの男子バレーボールナショナルチームである。

## 歴史
1991年にソビエト連邦から独立し、翌1992年に国際バレーボール連盟へ加盟。ジョージアナショナルチームとしての主要国際大会出場はまだない。2000年代後半から欧州選手権予選に参加しているが、2007年予選、2011年予選ともに1次ラウンドで敗退した。FIVBランキングは137位（2016年7月現在）である。

## 過去の成績

### オリンピックの成績
- 出場なし

### 世界選手権の成績
- 出場なし

### 欧州選手権の成績
- 2007年 - 予選敗退
- 2011年 - 予選敗退